# فيك ميدلتون
فيك ميدلتون (بالإنجليزية: Vic Middleton)‏ هو مجدف أسترالي، ولد في 21 سبتمبر 1928 في Picton, New South Wales ‏ في أستراليا.

## وصلات خارجية
- فيك ميدلتون على موقع أوليمبيديا (الإنجليزية)